# René Bianco (baryton)
Pour les articles homonymes, voir René Bianco et Bianco (homonymie).
René Bianco est un baryton français, né à Constantine le 21 juin 1908, mort dans le 5e arrondissement de Lyon le 23 janvier 2008.

## Biographie
Il étudie le chant à Constantine et débute à Bône en 1934. Il se produit jusqu'en 1942 dans les principaux théâtres d'Afrique du Nord (Alger, Tunis,Oran…) puis poursuit sa carrière en France métropolitaine. 
À partir des années 1950, il interprète régulièrement à l'Opéra de Paris les grands classiques du répertoire lyrique et en particulier des œuvres de Verdi, Gounod ou Bizet. Il est ensuite professeur de chant jusqu'à sa retraite dans les années 1990. Il vécut ensuite dans la région lyonnaise jusqu'à sa mort.

## Répertoire

### Basse
- Le Barbier de Séville (Basile) (pour ses débuts en 1934)
- Faust (Mephisto)
- Louise (le père),
- Mireille (Ramon)

### Baryton
- Aïda (Amonasro),
- Bal masqué (Renato),
- Bolivar (Milhaud) (Bolivar),
- Boris Godounov (Rangoni),
- Carmen (Escamillo)
- Cavalleria Rusticana (Alfio),
- Le Chant du désert (à Limoges en 1973)
- Le Chemineau (Le chemineau),
- Le Cid (Massenet) (Don Diègue)
- Les Contes d'Hoffmann (les 4 rôles)
- Dialogues des carmélites (Le geolier),
- Dolores (d'Émile Waldteufel),
- La Fanciulla del West (Jack Rance)
- Faust (Gounod) (Valentin) ,
- Fidelio (Pizzaro)
- Guillaume Tell (rôle-titre)
- Hérodiade (Hérode)
- Les Indes galantes (Huascar)
- Kerkeb (de Samuel Rousseau)
- Lakmé (Nilakantha)
- Lohengrin (Telramund),
- Lucia di Lammermoor (Ashton)
- Madame Bovary d'Emmanuel Bondeville
- La Magicienne de la mer (de Paul Le Flem),
- Manon (Le comte Des Grieux),
- Mathis le peintre (Bordeaux 1963)
- Médée (Charpentier) (Créon),
- Mireille (Ourrias)
- Numance (Scipion)
- Opéra d'Aran (Mac Creagh)
- Otello (Iago)
- Paillasse (Tonio)
- Les Pêcheurs de perles (Zurga)
- Rigoletto (rôle-titre)
- Le Roi d'Ys (Karnac)
- Salomé (Iokanaan)
- Les Saltimbanques
- Samson et Dalila (Le grand prêtre de Dagon)
- Sigurd (Gunther)
- Il tabarro (Michel)
- Tannhäuser (Wolfram)
- Thaïs (Athanael)
- Tosca (Scarpia),
- La Traviata (D’Orbel)
- Tristan et Isolde (Kurwenal)
- Le Vaisseau fantôme (le Hollandais)
- La Walkyrie (Wotan)
- Werther (Albert)
- Zoroastre

## Enregistrements
- Cavalleria rusticana (Alfio) : G.Chauvet, H.T'Hézan/J.Etcheverry/Véga
- Contes d'Hoffmann (4 rôles) : T.Poncet, G.Vivarelli, C.Lorand, E.Rehfuss, R.Andréozzi/R.Wagner/Philips
- Dialogues des Carmélites (Le geolier) / R.Gorr, D.Duval, D.Scharley, R.Crespin, X.Depraz, P.Finel, L.Berton, L.Rialland, R.Romagnoni, J.Mars/P.Dervaux/EMI
- Faust (Valentin) :  G.Botiaux, A.Guiot, X.Depraz, R.Bianco, J.Silvy/J.Etcheverry/Orphée
- Faust (Méphisto) : T.Poncet, I.Jaumillot, R.Bianco, J.Broudeur/M.Couraud/Philips
- Madame Butterfly (Sharpless) : L.Cumia, A.Vanzo, E.Kahn/E.Ghiglia/Orphée
- Médée (Créon) : R.Gorr, G.Chauvet, A.Esposito/G.Prêtre/EMI
- Mignon (Lothario) : G.Moizan, L.DeLuca, J.Micheau/G.Sébastian/ Preiser Records
- Mireille (Ourrias) : A.Guiot, A.Vanzo, R.Bianco, R.Corazza/G.Amati/Orphée
- Panorama de l'oépra français / Airs et duos / Coffret 3 x 25 cm CND
- Pêcheurs de perles (Zurga) : L.Simoneau, P.Alarie, X.Depraz/J.Fournet/Philips
- Rigoletto (rôle-titre) : T.Poncet, J.Tavernier, E.Kahn/ R.Wagner /Philips
- Sigurd (Gunther) : G.Botiaux, L.Cumia, F.Giband, J.Silvy /J.Etcheverry/Orphée
- Si j'étais roi : André Mallabrera, L. Berton, H. Médus, P. Héral, B. Alvi, A. Gabriel

R.Blareau/2CD Accord
- Tosca (Scarpia) : R.Crespin, P.Finel/G.Prêtre/EMI